# NGC 3765
NGC 3765 este o liner situată în constelația Leul. A fost descoperită în 28 martie 1832 de către John Herschel. Se află la o distanță de 208,93 megaparseci de Pământ.